# 花尾恭輔
花尾 恭輔（はなお きょうすけ、2001年12月20日 - ）は、日本の陸上競技選手。長崎県大村市出身。トヨタ自動車九州所属。専門種目は長距離走。

## 経歴
大村市立桜が原中学校、鎮西学院高等学校、駒澤大学出身。

### 大学時代

#### 大学1年次
2020年10月11日に開催予定であった第32回出雲駅伝は新型コロナウイルスの影響で中止。
同年11月1日、第52回全日本大学駅伝で2区を担当し、三大駅伝初出場。3位で襷を受けるも、区間11位と伸びず9位に後退。ただ3区以降は着実に繋ぐと、8区・田澤廉が青学大と東海大を逆転し、6年ぶり13回目の優勝を果たした。
2021年1月の第97回箱根駅伝では7区を担当。1位・創価大と1分08秒差の2位で襷を受け区間4位の走りを見せたが、差を広げられる。その後、9区で創価大に3分19秒差をつけられ優勝は絶望的かと思われたが、最終10区の21km手前で逆転。13年ぶり7回目の総合優勝を果たした。

#### 大学2年次
2021年5月20日の関東インカレハーフ2部では、青学大・西久保遼に惜しくも届かず2位。
10月10日の第33回出雲駅伝では3区を担当。6位で襷を受けると、順位を1つ上げた（区間4位）。だが駒澤大は4区と5区で苦戦し、5位に終わる。
11月7日の第53回全日本大学駅伝では8区を担当し、トップで襷を受ける。途中青学大・飯田貴之に18秒差を追いつかれ並走状態となったが、終盤にロングスパートを仕掛け飯田を再び引き離すと、そのまま逃げ切り2連覇に貢献した。
2022年1月の第98回箱根駅伝では4区を担当。5位で襷を受けるも区間9位と伸び悩み、6位に後退。その後、5区で順位を3つ上げ往路を3位で終える。ただ、復路で巻き返すことは叶わずトップの青学大に差を大きく広げられ、11分15秒差の総合3位（往路3位、復路9位）に甘んじた。
2月13日、香川丸亀国際ハーフマラソンの延期により、第50回全日本実業団ハーフマラソン大会に学生ランナーとして特例で出場。1時間01分37秒の自己ベストを記録した（40位）。

#### 大学3年次
2022年5月22日の関東インカレハーフ2部では國學院大・伊地知賢造に6秒届かず、2年連続で2位に終わる。
10月10日の第34回出雲駅伝では1区を担当し、1位の中央大・吉居大和と9秒差の2位で襷リレー。駒澤大は青学大が第27回大会にマークした大会記録を33秒上回る大会新記録（2時間08分32秒）で9年ぶり4回目の優勝を果たした。
11月6日の第54回全日本大学駅伝では前回と同じく8区を担当し、トップで襷を受ける。この時点で2位・青学大とは2分27秒の大差がついていたが、さらに突き放す。花尾は日本人歴代4位（57分30秒）の快走で区間賞を獲得。2年連続で優勝のゴールテープを切り、大会新記録（5時間06分47秒）での3連覇に貢献した。
2023年1月の第99回箱根駅伝では8区にエントリーされたが、体調不良により欠場。

#### 大学4年次
2024年1月の第100回箱根駅伝では9区を担当し、区間5位。駒澤大は青学大と6分35秒差の総合2位（往路2位・復路2位）に終わり、連覇及び2年連続の三冠を逃した。
2024年1月21日の全国都道府県駅伝では最終7区に出場し、区間16位（長崎県は総合12位）。
卒業後も競技の方は継続し、トヨタ自動車九州に入部した。

## 戦績・記録

### 大学三大駅伝戦績
| 学年               | 出雲駅伝                    | 全日本大学駅伝               | 箱根駅伝                          |
| ------------------ | --------------------------- | ---------------------------- | --------------------------------- |
| 1年生 （2020年度） | 第32回 （開催中止）         | 第52回 2区-区間11位 32分19秒 | 第97回 7区-区間4位 1時間03分55秒  |
| 2年生 （2021年度） | 第33回 3区-区間4位 24分54秒 | 第53回 8区-区間4位 59分12秒  | 第98回 4区-区間9位 1時間02分42秒  |
| 3年生 （2022年度） | 第34回 1区-区間2位 22分41秒 | 第54回 8区-区間賞 57分30秒   | 第99回 ― - ― 出場なし             |
| 4年生 （2023年度） | 第35回 ― - ― 出場なし       | 第55回 ― - ― 出場なし        | 第100回 9区-区間5位 1時間09分41秒 |

## 自己ベスト
- 5000m - 13分49秒71
- 10000m - 28分29秒82
- 10マイル - 46分54秒
- ハーフマラソン - 1時間01分37秒